# Leo Rothziegel
Leo Rothziegel (* 5. Dezember 1892 in Wien, Österreich-Ungarn; † 22. April 1919 in Debrecen, Ungarn) war ein österreichischer Schriftsetzer, Soldat und Anarchosyndikalist.

## Leben
Leo Rothziegel wurde als Sohn einer jüdischen Arbeiterfamilie in Wien geboren und erlernte nach dem Besuch der Volks- und Bürgerschule in Wien den Beruf des Schriftsetzers. Er schloss sich der Bewegung Poale Zion an und engagierte sich später für den Anarchosyndikalismus. 1911 verließ er die „Allgemeine Gewerkschaftsföderation“, wurde Mitglied und erster Schriftführer der am 27. November 1911 gegründeten „Freien Gewerkschaftsvereinigung“, zu der er später in kritische Opposition ging.
Am 28. April 1913 wurde Rothziegel wegen „Ehrenamtsbeleidigung“ vom k.k. Bezirksgericht Leopoldstadt zu 48 Stunden Arrest verurteilt. Eine publizistische Begleitung des am 14. Februar 1914 nach eineinhalbmonatiger Dauer endenden Wiener Druckerstreiks durch Rothziegel gilt als wahrscheinlich.
Im Oktober 1913 zum Militär im niederösterreichischen Infanterieregiment „Freiherr von Hess“ Nr. 49 eingezogen, verübt Rothziegel im März 1914 einen Suizidversuch, indem er sich in die rechte Brust schießt und schwer verletzt. Er wurde zunächst beurlaubt, rückte allerdings bei Kriegsbeginn wieder ein. Nach mehreren Erkrankungen wurde er im Jahre 1915 für dienstuntauglich erklärt und zum Hilfsdienst abgeordnet. Im September 1917 als Pfleger im Reservespital für Haut- und Geschlechtskranke, verließ er den Dienst am 15. November 1917 ohne Erlaubnis und tauchte in Wien unter.
Dort trat er bei Treffen des „Vereins Karl Marx“ um Friedrich Adler, Max Adler, Robert Danneberg und Therese Schlesinger auf und knüpfte enge Kontakte zu den so genannten Linksradikalen um Franz Koritschoner und Anna Ströhmer. Zugleich engagierte er sich im „Verband Jugendlicher Arbeiter“. Einer weiteren Verhaftung am 11. Dezember kann er sich erneut entziehen. Im Rahmen des so genannten Jännerstreiks 1918 trat Rothziegel durch mehrere, teilweise zusammen mit Franz Koritschoner verfasste Flugblätter in Erscheinung und wurde im April 1918 in Ungarn verhaftet.
Am 23. Oktober 1918 wurde Rothziegel wegen Desertation und Subordinationsverletzung vor dem Heeresdivisionsgericht angeklagt und zu vier Monaten Kerker verurteilt. Zwar galt die Strafe mit der Untersuchungshaft als verbüßt, er musste aber wegen des Verdachtes des Hochverrats weiter in Untersuchungshaft bleiben.
Am 28. Oktober 1918 aus der Wiener Haft entlassen, veröffentlichte er am 1. November ein Flugblatt, das zum Eintritt in die am Vortag gegründete Rote Garde aufrief. Später erreichte er in Verhandlungen mit Unterstaatssekretär Julius Deutsch deren Integration in die Volkswehr. Rothziegel übernahm das Volkswehrbataillon (VB) 41 und ließ deren Angehörige auf die Kommunistische Internationale vereidigen. Die Gründung der Kommunistischen Partei Deutschösterreichs (KPDÖ) am 3. November 1918, die er zunächst gefordert hatte, lehnte er wegen ideologischer Streitpunkte ab und gründete am 28. November die „Föderation Revolutionärer Sozialisten – Internationale“ (FRSI) im Gasthaus „Zum Feldmarschall Laudon“ in Wien-Hernals, in deren Organ „Der Freie Arbeiter“ er publizierte. Bei den Wiener Trauerfeiern für Rosa Luxemburg und Karl Liebknecht am 18. Jänner 1919 trat Rothziegel als Redner in Erscheinung.
Nach der Ausrufung der Räterepublik in Ungarn am 21. März 1919 mobilisierte er 1.200 Freiwillige, die unter seiner Führung für Räteungarn in den Krieg zogen. In einer Schlacht mit rumänischen Truppen nahe Debrecen wurde er am 22. April von einer Kugel getroffen, tödlich verletzt und in Vámospércs beerdigt.